# Partido Razón (Australia)
El Partido Razón (en inglés, Reason Party) es un partido político australiano fundado en 2017. Su líder, Fiona Patten, describe al partido como una "alternativa civil libertaria". Patten fue elegida para el Consejo Legislativo Victoriano en las elecciones estatales de 2018 en la Región Metropolitana del Norte, luego de haber sido elegido miembro del Partido Sexual para el mismo puesto en las elecciones estatales de 2014. 
Reason Party está registrado a nivel estatal en Victoria, donde tiene representación parlamentaria, y como partido federal.

## Historia
En agosto de 2017, Fiona Patten anunció el lanzamiento de un nuevo partido federal llamado Reason Australia, que en parte se debió a una fusión del Partido Sexual Australiano y el Partido Australiano de Ciclistas. En enero de 2018, la Comisión Electoral Victoriana cambió oficialmente el nombre del partido de "Australian Sex Party - Victoria" a "Reason Victoria".
En mayo de 2018, el partido solicitó a la AEC el registro para las elecciones federales como "Razón Australia", que se aprobó el 30 de agosto de 2018.
En diciembre de 2019, el Partido Voluntario de Eutanasia (NSW) se fusionó con el Partido Razón, y solicitó al NSWEC que cambie su nombre a "Partido Razón NSW".

## Acciones parlamentarias
El principal objetivo del partido en caso de ser elegidos era establecer leyes de muerte asistida voluntaria para Victoria. Después de un largo proceso y una sesión legislativa maratón, el proyecto de ley se convirtió en ley sobre un voto de conciencia.
En 2017, Patten renovó los llamados para un programa piloto de una sala de inyección segura en el norte de Richmond, en respuesta al gran aumento de muertes de victorianos relacionadas con las drogas en los últimos años. En la primera sesión para el Consejo Legislativo del año, presentó el Proyecto de Ley de Enmienda de Drogas, Venenos y Sustancias Controladas (Centro Piloto de Inyección Médica Supervisada) 2017. En ese momento hubo sobredosis regulares en las calles de Richmond, y ese número se ha reducido significativamente desde que se abrió el centro, con varias estimaciones sobre el número de vidas salvadas debido a la apertura del centro.

## Políticas

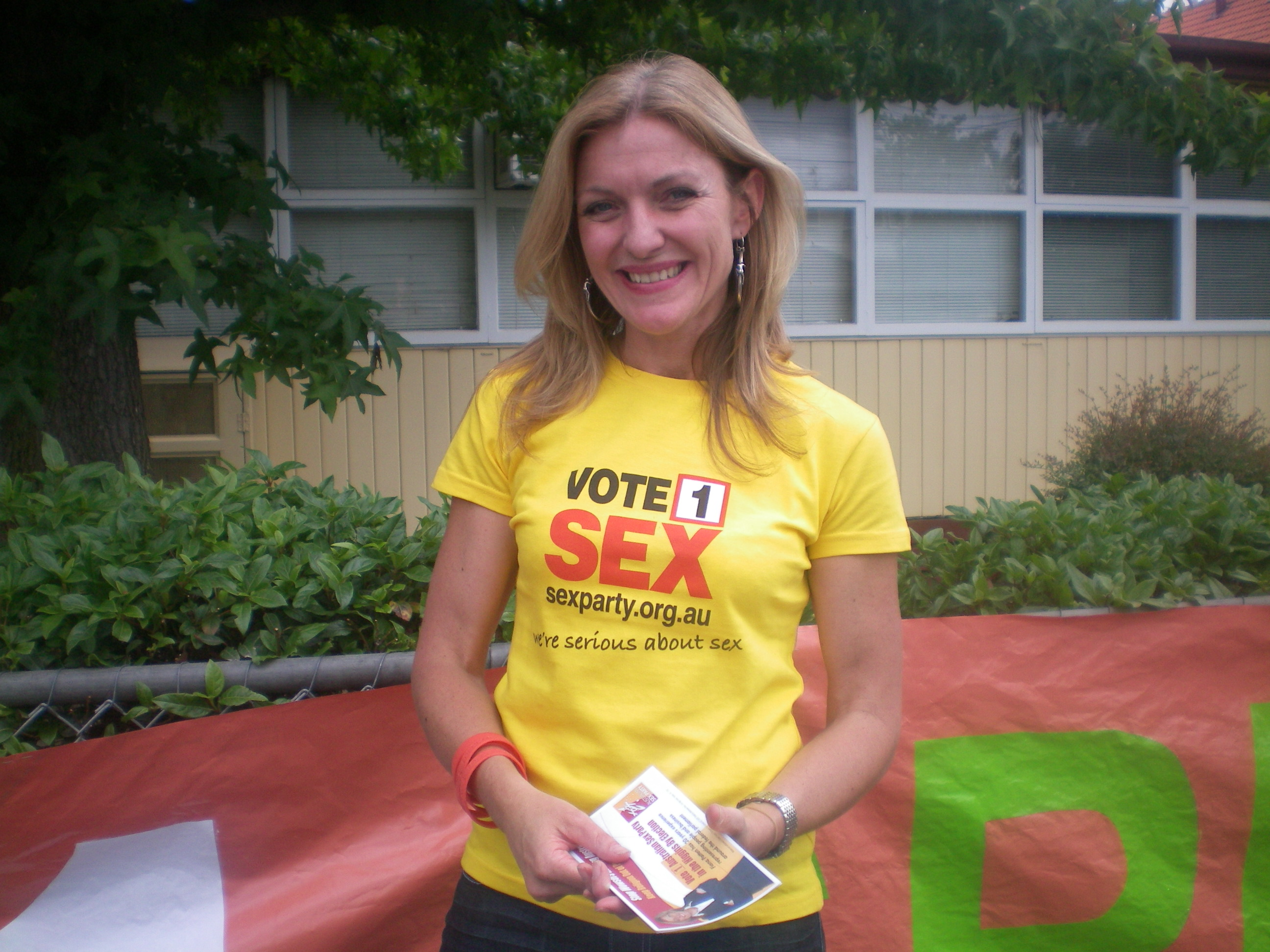
La líder del partido, Fiona Patten.

Las políticas del partido incluyen:

#### Reforma de la ley de drogas
- El uso de drogas debe ser tratado como un problema de salud, no criminal
- El cannabis debe ser legalizado, regulado y gravado
- Hidromorfona de prueba (análogo de heroína) con receta
- Los vaporizadores electrónicos y la nicotina líquida deben ser legalizados.
- Test de pastillas en cada festival de música[18]

#### Impuestos e Iglesias
- Eliminar las exenciones fiscales de las empresas propiedad de instituciones religiosas, al tiempo que protege sus actividades de caridad
- Evitar que las organizaciones religiosas discriminen reformando las leyes contra la discriminación
- Los juramentos religiosos serán retirados de los procedimientos parlamentarios.
- Extender las leyes obligatorias de presentación de informes a las instituciones religiosas y poner fin a las exenciones de admisión reveladas en confesiones religiosas

#### Vivienda social
- Fomentar esquemas de construir para alquilar y alquilar para comprar y eliminar las barreras fiscales
- Modificar las reglas de apalancamiento negativas para facilitar una mayor inversión en nuevas viviendas asequibles.

#### Juego
- Establecer un límite de apuesta máximo para las máquinas de póker y limitar la influencia de la industria de los pokies[19]

#### Salud
- Vacunación para proteger la salud pública y reducir la propagación de enfermedades prevenibles[20]
- Intervención temprana para la salud mental, especialmente para personas jóvenes en riesgo.
- Crear un defensor del pueblo para el cuidado de ancianos y viviendas de retiro, y establecer una estrategia de envejecimiento en todo el estado

#### Internet y medios
- Ampliar el wifi gratuito en los espacios públicos, incluido el transporte público.
- Filtro anti-ISP[21]
- Clasificación de los medios nacionales e introducción de la etiqueta de contenido sexual no violento

#### Otras áreas
- Centrarse en la vivienda comunitaria y garantizar que las personas en riesgo tengan un lugar donde vivir
- Despenalizar el trabajo sexual y eliminar la censura para que las personas puedan tomar sus propias decisiones sobre lo que quieren ver
- Mejora del transporte público especialmente para áreas suburbanas de alto crecimiento
- Aumentar la supervisión de los políticos y endurecer las reglas para evitar el comportamiento poco ético de los políticos y figuras públicas del estado.
- Gravar las armas comerciales no caritativas de las instituciones religiosas. Esto incluye la cartera estimada de $ 9 mil millones de la Iglesia Católica en el estado[22][23]

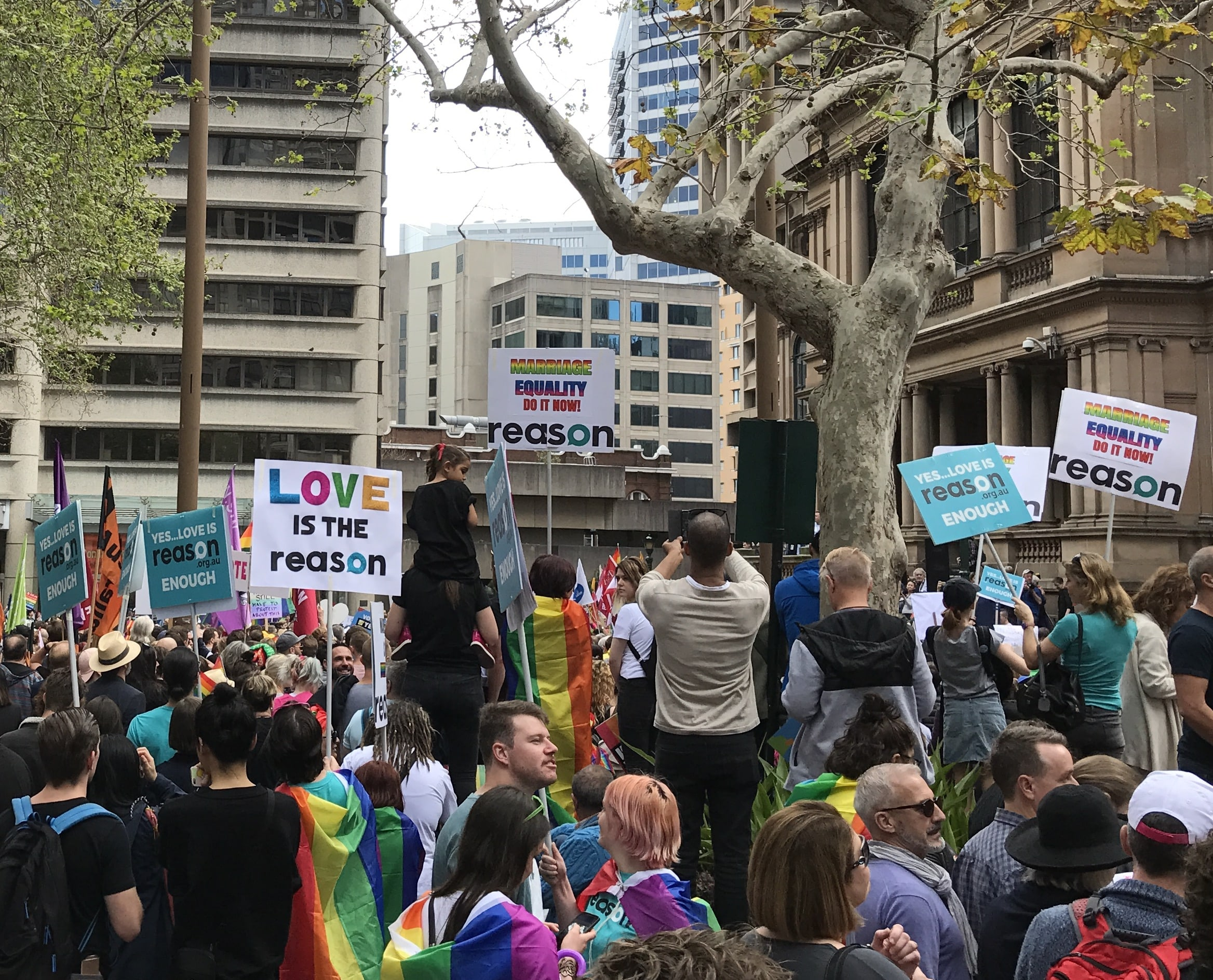
Partidarios del Reason Party (Australia) con pancartas en el rally Yes Marriage Equality Sydney Town Hall, 10 de septiembre de 2017.

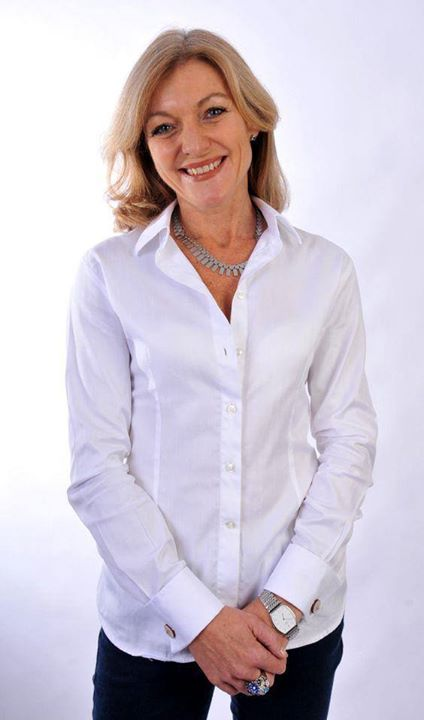
Fiona Patten, Retrato de 2013.

## Historial electoral

### Elecciones estatales victorianas
Además de presentar candidatos en varios escaños de la Asamblea Legislativa Victoriana, el partido se presentó como candidato en todas las regiones del Consejo Legislativo Victoriano después de 2017. En 2018, el partido logró reelegir a Fiona Patten para la Región Metropolitana del Norte. 
| Elección | Metro del este | Victoria oriental | Metro norte | Victoria del norte | Metro sur | Metro del sudeste | Metro occidental | Victoria occidental | Número de escaños ganados |
| -------- | -------------- | ----------------- | ----------- | ------------------ | --------- | ----------------- | ---------------- | ------------------- | ------------------------- |
| 2018     | 1,18%          | 0,81%             | 3,37%       | 0,70%              | 2,00%     | 0,85%             | 1,15%            | 0,92%               | 1/40                      |

#### Elecciones parciales estatales victorianas
| Elección    | Candidato   | Voto compartido | Año  |
| ----------- | ----------- | --------------- | ---- |
| Northcote * | Laura Chipp | 3.20%           | 2017 |

* Chipp fue respaldado por la parte, pero la parte no estaba registrada en la VEC en ese momento, ya que estaban en el proceso de cambiar su nombre. 

## Enlaces
El partido ha tenido cierta participación en la Minor Party Alliance de Glenn Druery. Sin embargo, en el período previo a las elecciones estatales de 2018, Fiona Patten tuvo una pelea con Glenn Druery debido a su nuevo conflicto de intereses como jefe de gabinete del senador federal, Derryn Hinch, quien estaba presentando candidatos en las elecciones y recibir preferencias favorables debido a las transacciones comerciales privadas de Druery como el "susurrador de preferencias". Ella afirmó que él exigió que el Partido por la Razón le pagara dinero, o ella no sería reelegida. Patten presentó una queja oficial ante la VEC, y Druery ahora está sujeto a una investigación policial en curso sobre esta queja.